# Nonke Buusjke
Nonke Buusjke is een openluchtmuseum in de Schinveldse Bossen bij Schinveld in de Nederlands Zuid-Limburgse gemeente Beekdaelen. Het museumdorp ligt ongeveer tussen de buurtschap Op den Hering en het dorp Schinveld in. Het is gelegen aan de Heringsweg aan de rand van de Schinveldse Es.
Nonke Buusjke werd opgezet en opgetrokken door Thei Berkers. Hij was de stuwende kracht achter dit openluchtmuseum en leefde zelf ook op dit terrein. Hij vond de massa-maatschappij onprettig en wilde zijn traditionele levensstijl promoten. In de in circa 1980 opgemaakte notariële akte werd er de volgende doelstelling omschreven:

De instandhouding van het bosperceel met daarop de bebouwing alsmede instandhouding van het Nonke Buusjke, van de landelijke levenswijze en de oude cultuur van het dorp Schinveld.

Gedurende zo'n veertig jaar bouwde hij samen met anderen aan Nonke Buusjke dat hij liet optrekken uit authentieke materialen die eeuwenlang gebruikt werden. De verschillende gebouwen op het terrein werden opgetrokken in oude stijl met vakwerk. Een aantal panden is in Schinveld afgebroken en op het terrein opnieuw opgebouwd. Naast de vakwerkboerderij zijn er een bakhuis, stroopstokerij, timmerwerkplaats, weefhuis, klompenmakerij en schoenmakerij te vinden. Daarnaast verzamelde hij tevens werktuigen en gereedschappen die vroeger door boeren en beoefenaars van oude ambachten gebruikt werden.
In 2001 overleed Thei Berkers.
Het mini-museumdorp wordt thans onderhouden en opengehouden door vrijwilligers en het museum wordt gebruikt voor workshops en demonstraties.